# سید حسین علوی سبزواری
سید حسین علوی سبزواری معروف به حاجی بزرگ و حاج میرزا حسین (۱۲۶۸ قمری – ۱۳۱۲ شمسی)، فقیه، فیلسوف، عارف، محدث، شاعر و مدرس برجسته حوزه علمیه در تهران و سبزوار است.
پدرش میرزا حسن آزاد منجیری از سادات علوی و از حکماء و فقهاء خراسان بود. میرزا حسین حکمت و فلسفه را نزد حاج ملا هادی سبزواری تلمذ کرد و سپس به عراق رفت و در درس میرزای شیرازی شرکت کرد.

## زندگی
او در سال ۱۲۳۰ قمری در روستای آزاد منجیر سبزوار به دنیا آمد. پدرش از سادات علوی و از حکما و فقها خراسان بود.
در هفده سالگی با اجازه حاجی سبزواری در مجلس درس آن حکیم، حاضر شد. کتاب اسفار اربعه را نزد ایشان به اتمام رساند. سپس به عراق رفت و در درس فاضل اردکانی و میرزای شیرازی حاضر شد. سپس بنا به درخواست سید ابراهیم شریعتمدار (عهده‌دار ریاست عامه سبزوار) و اهالی سبزوار به سبزوار برگشت و کرسی درس خویش را آغاز کرد. پس از سید ابراهیم شریعتمدار، وی عهده‌دار ریاست عامه سبزوار شد.
او از مخالفان مشروطه بود و هم‌نوا با مستبدان بانگ می‌زد:
| هله، ای گروه مجاهدین! أنا مستبد! أنا مستبد! |  | ز برای وطی نساءتان! أنا مستعد! أنا مستعد! |

او در جریان انتخابات مجلس هفتم شورای ملی، فتوای قتل قاسم غنی، رقیب پسرش در انتخابات (که نمایندهٔ وقت سبزوار در مجلس ششم هم بود)، را به دلیل گرویدن پدربزرگ مادر‌ی غنی به بهائیت و سوءظنی که نسبت به خود قاسم غنی وجود داشت صادر کرد و همراه جماعتی متشرع و اوباش راهی خانهٔ غنی شد که  آقا میرزا حسین عربشاهی معروف به «آقای شاه» جلوش را گرفت و بر او بانگ زد «سید، بنشین! دکتر قاسم خان زیر لباسش شال سبز می‌بندد».
«در سبزوار کوچه آقا بنام نامی او مشهور است.»

## تدریس
پس از وفات میرزا ابوالحسن جلوه، در مدرسه سپهسالار به تدریس ریاضی و حکمت پرداخت. در سبزوار نیز به تدریس حکمت و فلسفه و فقه و علوم دینی می پرداخت.

## متون تدریس
علوم عقلی:
- کتاب شفا از ابن سینا
- کتاب اسفار اربعه از ملا صدرا

علوم نقلی:
- فقه و اصول را به شیوه ی «خارج»، برای مجتهدان و قریب الاجتهادان درس می گفت.[۱۴]

## بازگشت به سبزوار
میرزا ابراهیم شریعتمدار سبزواری درخواست بازگشت میرزا حسین علوی سبزواری به سبزوار را از جانب اهالی سبزوار به اطلاع میرزای شیرازی رساند، و او در پاسخ در نامه‌ای نوشت:
«از فرستادن حضرت معظم له به ایران بنا به تقاضای جنابعالی و سایر مؤمنین چاره نیست، لذا با نهایت دشواری و سختی از مفارقت ایشان، وسائل حرکت جناب معظم له را فراهم نمودم و بحمدالله المتعال، جامع کمالات علمیه و عملیه در نهایت تقوا و ثقه عدل جلیل نبیل، ذو قوه قدسیه و سلیقه مستقیمه و ملکه را سخه، مجتهد مطلق جائز الحکم، نافذالامر ان شاء الله تعالی در آنچه می‌نویسند اگر جایی افاده تازه و تحقیقی داشته باشند، به جهت حقیر بفرستند تا من و رفقا مستفیض شویم.»

## فرزندان
- میرزا حسن علوی سبزواری که چندین دوره وکیل مجلس شورای ملی بود.[۱۷]
- سید مهدی علوی سبزواری که برای خود فامیل آیتی را برگزید.[۱۸]

## استادان
- حاج ملا هادی سبزواری[۱]
- میرزای شیرازی[۱]
- فاضل اردکانی[۱]
- ملا محمد سبزواری(فرزند حکیم سبزواری)[۳]

## آثار
تفسیر:
- تفسیر آیه الخلافه[۳]

فقه:
- رساله فی الطهاره
- رساله فی الصوم
- رساله فی اللباس المشکوک
- رساله فی النذر[۱۹]

حکمت:
- ارجوزه در فلسفه و حکمت متعالیه، که به نظم است[۱]
- رساله فی الامور العامه من علم الحکمه العقلیه

اصول فقه:
- حاشیه بر حجیت ظن شیخ انصاری[۳]
- حاشیه بر اصاله البرائه شیخ انصاری

منشات:
- احکام و مکتوبات شرعی و عرفی و نامه های خصوصی و اخوانیات

## دریافت و دادن اجازه
از میرزای شیرازی، دارای اجازه اجتهاد است.
به میرزا حسین فقیه سبزواری، سید شهاب الدین مرعشی نجفی و سید حسن سیادتی سبزواری، اجازه داده است.

## درگذشت
عاقبت در بیست و یک شوال ۱۳۵۲ قمری مطابق با ۱۳۱۲ شمسی، در سن ۸۴ بدرود زندگی گفت. محل دفنش در آرامگاه حاج ملا هادی سبزواری است.

## گفتاوردها
ضیاءالحق حکیمی مشهور به ضیایی سبزواری، شاعر قرن سيزدهم:
| آیت‌الله حاج میرزا حسین        |  | حجت وقت و افتخار زمان   |
| زهد و تقوای او برد از یاد بشر |  | حافی و بوذر و سلمان     |
| لیله ی هفدهم ز بهمن ماه       |  | جان او وصل گشت با جانان |
| الغرض خواست چون ضیاء الحق     |  | سال تاریخ او بطبع روان  |
| گفت او را سروش غیب بگو        |  | آیت اله رفته سوی جنان   |

میرزا آقا صبوری مشهور به ملک الشعرای صبوری، شاعر قرن سيزدهم:
| پس از عشرین شوال آمد او را |  | ندای ارجعی از حی داور |

شیخ مهدی منظری، از علماء و ائمه جماعت مسجد جامع سبزوار:
| حرف بردار و کو رفت از جهان |  | حجت‌الاسلام شهر سبزوار |

شیخ ولی الله اسراری سبزواری، از علماء مشهور سبزوار:
 «حضرت آیت‌الله حاج میرزا حسین علوی مجتهد سبزواری انار الله برهانه، که از نوابغ زمان و برجستگان دوران و فضائل و فواضل ایشان محتاج به تحریر و بیان نیست و از طراز اول شاگردان مرحوم آیت‌الله آقای حاج میرزا حسن شیرازی اعلی الله مقامه هم بوده اند و حقیقتاً می توان گفت که: در کلیه علوم ادبیه و عقلیه و نقلیه، مجتهد مسلم الاجتهاد بود.»